# 스테레오네마속
스테레오네마속(Stereonema)은 헤미마스티고포라군에 속하는 진핵생물 속의 하나이다. 스테레오네마 게이세리(Stereonema geiseri)를 포함하고 있다.